# شهر الوشتا
شهر الوشتا (به لاتین: Alushta municipality) یک منطقهٔ مسکونی در اوکراین است که در کریمه واقع شده‌است.

## خصوصیات
شهر الوشتا ۶۰۰ کیلومترمربع مساحت و ۵۲٬۲۱۵ نفر جمعیت دارد.